# La Lapa
La Lapa és un municipi de la província de Badajoz, a la comunitat autònoma d'Extremadura.